# Wayne Gretzky's 3D Hockey
Wayne Gretzky's 3D Hockey är ett ishockeyspel utvecklat av Atari Games och Midway Games, och ursprungligen släppt som arkadspel 1996. Spelet porterades senare även till Nintendo 64 och släpptes då den 11 november samma år, som ett av de första spelen till konsolen med fyrspelarläge.Man kan också välja om varje lag skall ha tre, fyra eller fem utespelare på isen samtidigt. Spelet återutgavs senare som Wayne Gretzky's 3D Hockey '98 (även porterat till Playstation) samt i olympisk version.

### Fotnoter
1. ↑  ”Wayne Gretzky's 3D Hockey” (på engelska). Mobygames. 12 mars 1996. http://www.mobygames.com/game/wayne-gretzkys-3d-hockey. Läst 1 maj 2015.